# Mátyás Bittenbinder
Mátyás Antal Bittenbinder (Nijmegen, 3 april 1992) is een Nederlands bioloog. Hij verwierf bekendheid door duiding te geven in programma's als Jinek, Het Klokhuis en Rinkeldekinkel.

## Biografie

### Opleidingen
Bittenbinder studeerde aan de Universiteit Utrecht en de Universiteit Leiden en doet onderzoek naar het effect dat slangengif heeft op het menselijk lichaam. Voor zijn onderzoek reisde hij de hele wereld over, onder andere naar de Verenigde Staten, Denemarken en Australië.

### Werk
In 2019 begon Bittenbinder met een vierjarig promotietraject bij Naturalis Biodiversity Center en de Vrije Universiteit Amsterdam. Als onderzoeker maakt hij deel uit van een internationale groep wetenschappers die proberen een manier te vinden om het aantal doden als gevolg van slangenbeten te verminderen. Een van zijn begeleiders is bioloog en presentator Freek Vonk. Bittenbinder promoveerde op 30 oktober 2024. 

## Media
Bittenbinder is regelmatig in de media te zien, zoals in de praatprogramma's van RTL. Eerst schoof hij aan bij Eva Jinek, later bij Beau van Erven Dorens, Humberto Tan en Renze Klamer. Ook is hij regelmatig te zien bij kinderprogramma’s zoals Het Klokhuis. Daarnaast heeft hij een vaste natuurrubriek in Rinkeldekinkel met Jeroen van Inkel op NPO Radio 2.
In 2025 is Bittenbinder een van de deelnemers aan het 25e seizoen van het RTL 4-programma Expeditie Robinson.

### Kinderboeken
- 2022 – GIF in het dierenrijk – ISBN 9789464041026, uitgegeven bij Fontaine Uitgevers
- 2023 – GEVAAR in het plantenrijk, ISBN 9789464041033, uitgegeven bij Fontaine Uitgevers

## Trivia
- In 2021 stond Bittenbinder in de talentenlijst ‘30-onder-30’, uitgebracht door EW Magazine. Volgens het opinieblad zijn dit “…dertig jonge talenten die de toekomst van Nederland gaan bepalen.”
- In de winter van 2022-2023 was Bittenbinder een van de deelnemers aan het 21e seizoen van het NPO 1-programma De Slimste Mens.[2] Hij eindigde op de derde plaats met een nipte achterstand op de finalisten Anniek Pheifer en Martin Rombouts, de uiteindelijke winnaar.
- In 2023 deed Bittenbinder samen met Sterrin Smalbrugge mee aan het RTL 4-programma De Nieuwsquiz 2023.
- In 2024 deed Bittenbinder samen met Sterrin Smalbrugge mee aan het NPO 1-programma Hunted: Into the Wild VIPS.
- In 2024 deed Bittenbinder mee aan het RTL 4-programma Wat een dag!.

- International Standard Name Identifier: 0000 0004 9290 521X
- ORCID: 0000-0002-4980-7978
- Virtual International Authority File: 10167440620488531903